# Thịt kangaroo

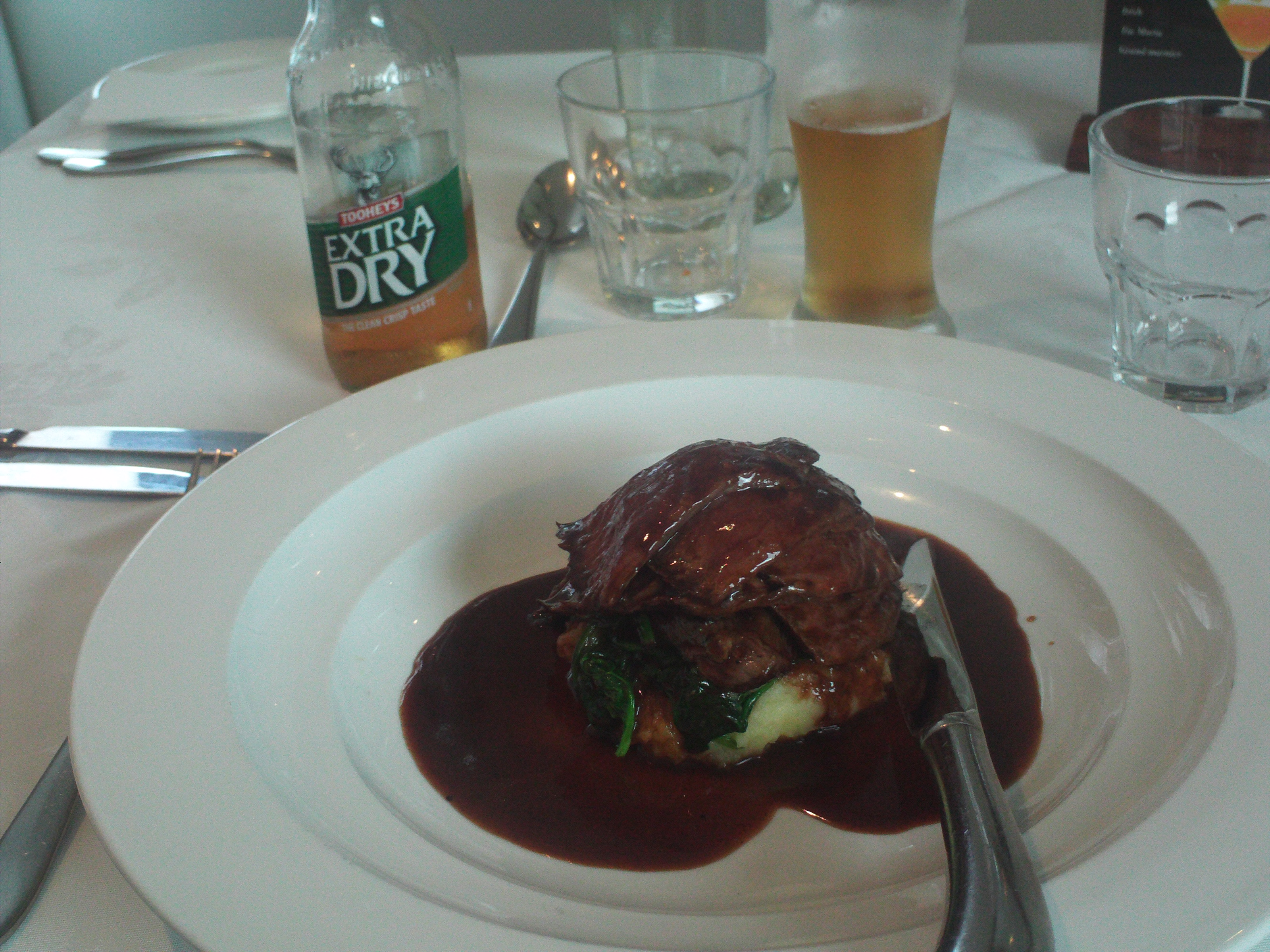
Một miếng thịt chuột túi phi lê

Thịt Kangaroo hay là thịt chuột túi là thịt của các loài chuột túi. Hiện nay, Các nhà sinh thái Australia đang khuyến khích người dân ăn thịt kangaroo nhằm bảo vệ hệ sinh thái.

## Đặc điểm
Thịt chuột túi thơm và ngọt hơn thịt bò và chúng chứa những thành phần có tác dụng tốt đến sức khỏe con người. Thịt chuột túi ngon, giàu chất dinh dưỡng, nhiều protein, sắt, kẽm, ít cholesterol và chất béo, rất có lợi cho việc giảm huyết áp, là thức ăn lý tưởng và lành mạnh. Khác với ăn thịt bò, thịt dê, con người sau khi ăn thịt chuột túi sẽ không hay bị nấc, đầy hơi, khó tiêu, điều này rất có lợi để giảm lượng khí thải carbon dioxide. Khi con người đã chuyển sang ăn thịt chuột túi, lượng tiêu thụ thịt bò sẽ giảm thiểu 20%.

## Săn bắn
Tổng số Kanguru hoang ở Australia ước tính lên tới 36 triệu con, chuột túi được bảo vệ bởi luật tiểu bang và liên bang, được đánh bắt tự nhiên và không nuôi. Những thợ săn được cấp phép sẽ được bắt một số lượng nhất định hàng năm. Chính quyền cho phép săn bắt khoảng 15% số lượng này nhằm tránh không để số Kanguru tăng vọt, có thể gây thiệt hại cho các nông trại, đồng thời làm cạn kiệt những nguồn nước quý giá tại Úc. Hiện tại, các nông trại ở Australia đang chăn thả tổng cộng 30 triệu con kangaroo. Để số kangaroo có thể lên đến 175 triệu con nhằm đáp ứng đủ nhu cầu tiêu thụ thịt của người Australia thì cần phải duy trì tỷ lệ tiêu thụ thịt kangaroo bằng cách giảm số lượng cừu và gia súc.
Các nhà hoạt động môi trường ở Úc vận động người Miệt dưới (Down Under, một cách gọi khác cho nước Úc) nên tích cực tham gia bảo vệ môi trường bằng cách ăn thịt kangaroo, vì ăn thịt kangaroo thay vì thịt bò sẽ giúp nước Úc giảm thiểu khí nhà kính. Những nhóm bảo vệ động vật hoang dã cho rằng săn bắn kangaroo để giết thịt là tội ác vì kangaroo được xem như biểu tượng quốc gia của nước Úc và chỉ có rất ít người dân Úc dám ăn thịt kangaroo vì cảm thấy tội lỗi và thương cho những con vật này. Tổ chức Hòa bình Xanh đã kêu gọi mọi người ăn nhiều thịt chuột túi hơn để giảm lượng khí thải carbon dioxide. Những lợi ích của thịt kangaroo so với thịt bò hoặc các gia súc truyền thống khác, đó là chúng chứa ít chất béo và methane hơn, người dân Úc nên ăn thịt chuột túi để tránh lãng phí khi chúng bị tiêu hủy.
Mặc dù được đánh giá là giàu đạm và ít mỡ, thịt chuột túi không được tiêu thụ phổ biến tại Úc vì chúng được xem là biểu tượng quốc gia. Đây cũng là một trong những lý do khiến chuyện tiêu hủy chuột túi luôn trở thành chủ đề nhạy cảm, thậm chí gây chia rẽ nước Úc, Nhiều bang Australia đã đưa ra các quy định và chỉ tiêu cho việc giết thịt nhân đạo kangaroo, nhưng nhu cầu ăn thịt loài vật này rất ít. Chỉ có một số du khách hiếu kỳ muốn nếm thử thịt của loài vật này. Với nhu cầu ít như vậy, các thợ săn cũng hiếm khi đi săn kangaroo, càng không thể giết thịt đủ đáp ứng chỉ tiêu.

## Xuất khẩu

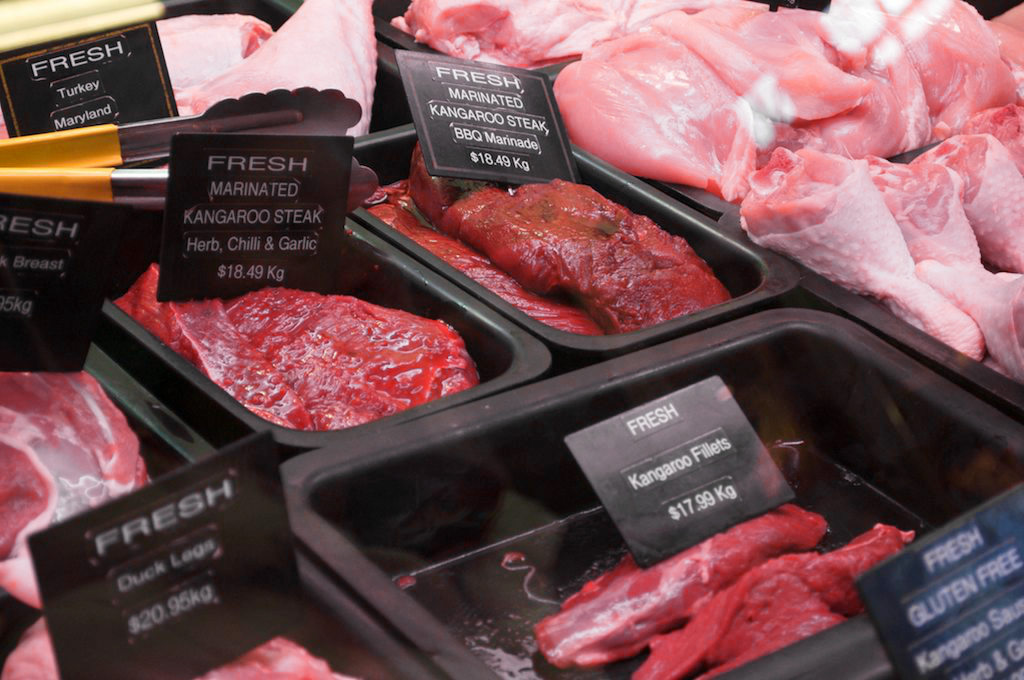
Thịt chuột túi được bày bán trên thị trường

Thịt chuột túi là một trong những mặt hàng sản xuất và xuất khẩu thịt chủ lực của nước Úc với việc xuất khẩu loại thịt này đi hơn 55 quốc gia trên thế giới. Nga là thị trường nhập khẩu chủ yếu của Úc, chiếm đến khoảng 70% nhu cầu quốc tế về sản phẩm này, kim ngạch xuất khẩu thịt kangaroo của Australia lên tới 225 triệu USD mỗi năm, lượng thịt nhập khẩu đã nhập khoảng 7,5 nghìn tấn và Thịt kangaroo chủ yếu được dùng trong các nhà hàng.
Vào năm 2009, Nga đã ban hành lệnh cấm nhập khẩu thịt kangaroo từ Australia, sau khi phát hiện một số lô hàng nhiễm khuẩn Ecoli, nó đã ảnh hưởng đáng kể tới ngành chế biến thịt kangaroo của Australia, tuy vậy việc tiêu thụ thịt kangaroo ở đây đang dần khôi phục, mỗi năm, trung bình thị trường Nga tiêu thụ 180 triệu đô la thịt kangaroo.
Australia lập tức tìm kiếm những thị trường thay thế để nhập các sản phẩm chế biến từ kangaroo và Trung Quốc được coi là một thị trường triển vọng, hiện các nhà xuất khẩu Úc chưa được phép bán thịt kangaroo sang Trung Quốc. Đã có một đoàn quan chức cao cấp trong chính quyền Australia đã tới Bắc Kinh xem xét khả năng xuất khẩu thịt kangaroo sang Trung Quốc.
Thịt chuột túi còn dùng để cho chó ăn, nhất là các giống chó đua cao cấp. Giống chó đua Greyhound chỉ ăn được thịt Kangaroo nhập khẩu từ Úc và thức ăn đóng hộp, những con trong thời gian trưởng thành thì thức ăn thường được nấu chín, còn những con bắt đầu giai đoạn tập luyện thì chúng bắt đầu được ăn thịt sống và thức ăn khô. Bữa sáng tức là bữa ăn phụ bắt đầu từ lúc 9h30 và thường có 100 gr thịt kangaroo, chuối trái, thức ăn khô. Bữa chính lúc 16h15 gồm khoảng 500 gr thịt Kangaroo, 350 gr thực phẩm khô trộn với nước xương bò. Bắt đầu từ 11h30, các chú chó đua được cho ăn trưa với khẩu phần là 300gr thịt Kangaroo và 200gr thức ăn khô.